# 1 Pułk Białoruski

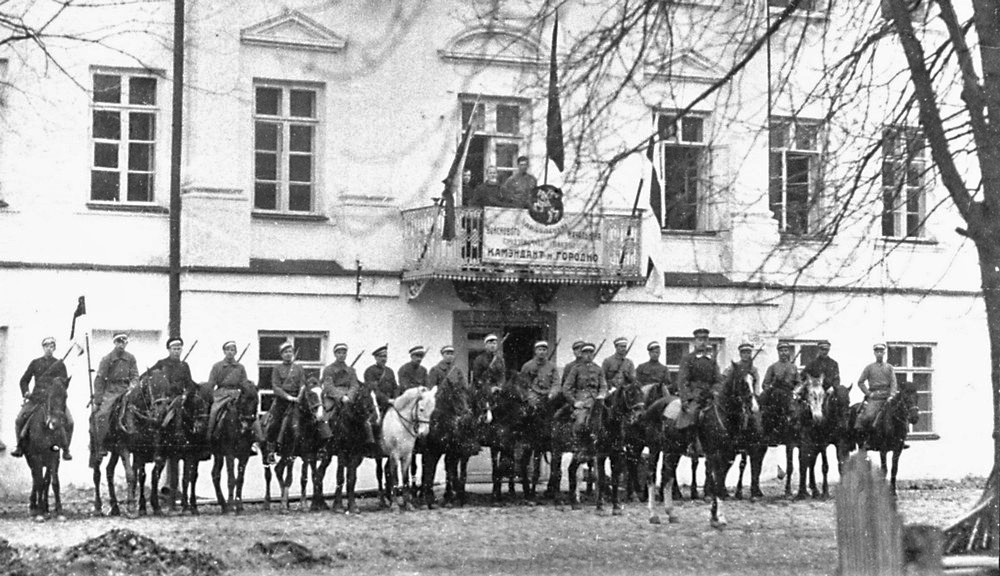
1 Pułk Białoruski w Grodnie, 1919

1 Pułk Białoruski (biał. Першы беларускі полк) – oddział wojskowy armii litewskiej złożony z Białorusinów, istniejący w latach 1918–1919.

## Historia
21 listopada 1918 r. doszło do zawarcia porozumienia pomiędzy Wileńską Radą Białoruską, a Radą Obony Państwowej Republiki Litewskiej. Jednym z jej punktów było sformowanie białoruskich oddziałów wojskowych w składzie tworzącej się armii litewskiej. Pierwotnie Litwini zamierzali stworzyć brygadę białoruską, liczącą 8-10 tys. ludzi. Ostatecznie 21 grudnia 1918 r. pod Wilnem zoczęto tworzyć 1 Pułk Białoruski. Na jego czele stanął płk M. Ławrientiew. Szefem sztabu został płk P. Rawicz-Szczerba, a następnie kpt. Mikołaj Demidow. Dowództwo batalionów objęli płk Leniwow (zwolniony po kilku dniach) i ppłk A. Uspienski, zaś szwadronu konnego rtm. M. Gliński Pododdziałem gospodarczym dowodził płk U. Juszkiewicz. Formowanie odbywało się w fatalnych warunkach. Brakowało broni, wyposażenia wojskowego i mundurów. Dowództwo pułku stacjonowało w hotelu, zaś oficerowie byli rozmieszczeni w mieszkaniach prywatnych. Wiosną 1919 r. liczebność pułku osiągnęła 1057 żołnierzy. W jego skład wchodziły: 600-osobowy batalion strzelecki, 200-osobowy batalion ochrony komendantury, 150-osobowy szwadron konny, pluton karabinów maszynowych i pluton grenadierski. Służyli w nich faktycznie Białorusini, Polacy i Litwini. Z inicjatywy płk. Kastusia Jezawitaua, od kwietnia 1919 r. dowódcy pułku, rozpoczęło się formowanie kompanii żydowskiej. Po wyjściu z Grodna wojsk niemieckich 19 kwietnia tego roku, pułk wkroczył do miasta, zajmując więzienie, dworzec kolejowy i elektrownię. Zorganizowano regularne patrole wojskowe. 27 kwietnia bez walki najważniejsze obiekty w Grodnie przejęły oddziały Polskiej Organizacji Wojskowej (POW). Rozbroiły też szwadron konny 1 Pułku Białoruskiego. 29 kwietnia pułk został podporządkowany Polakom. Części pododdziałów udało się przejść na terytorium Litwy, gdzie dołączyły do reszty białoruskich sił wojskowych armii litewskiej. 12 czerwca pułk został rozformowany przez Polaków. Niektórzy oficerowie i żołnierze powołali Towarzystwo Białoruskich Wojskowych w Grodnie, które następnie weszło w skład Białoruskiej Organizacji Wojskowej w Wilnie.